# Тобасе
Тобасе (яп. 戸馳島 тобасэ-дзима) — остров на юге Японии, в архипелаге Амакуса, расположенный в префектуре Кумамото. Его площадь составляет 6,92-6,96 км² (6,94 км²). Население — 1103 человек (2020), 1741 (1996).
Длина береговой линии составляет 16,5 км.
Остров лежит в центральной части префектуры, у южной оконечности полуострова Уто (на Кюсю), в заливе Яцусиро, к востоку от острова Ояно, территориально относится к городу Уки.
На юго-западе пролив Дзодзо-сето (яп. 蔵々瀬戸) отделяет его от островов Ояно и Ивадзима. Мотарено-Сето на севере отделяет от полуострова Уто. Через Мотарено-Сето перекинут мост Тобасе-охаси (яп. 戸馳大橋).
Остров гористый, высочайшая точка — 77,2 м. Тобасе входит в префектурный парк «Мисуми-Ояно». В центральной части острова стоит святилище, посвящённое Инари. На Тобасе раскопан курган Марукодзима.
На острове развито рыболовство и сельское хозяйство. На севере острова выращивают микан и аманацу (Citrus × natsudaidai), на юге — цветы (лилии, гладиолусы, Rodgersia podophylla) и ягоды (клубника, дыня). У западного побережья разводят креветок и устриц. В эпоху Эдо процветало производство соли.